# Emil von Bömches
Gróf és boori lovag Emil von Bömches, magyar forrásokban Bömches Emil vagy Bömches Elemér (Szászsebes, 1879. július 9. – Brassó, 1969) erdélyi szász vadász, természetjáró, olimpiai sportlövő.

## Élete

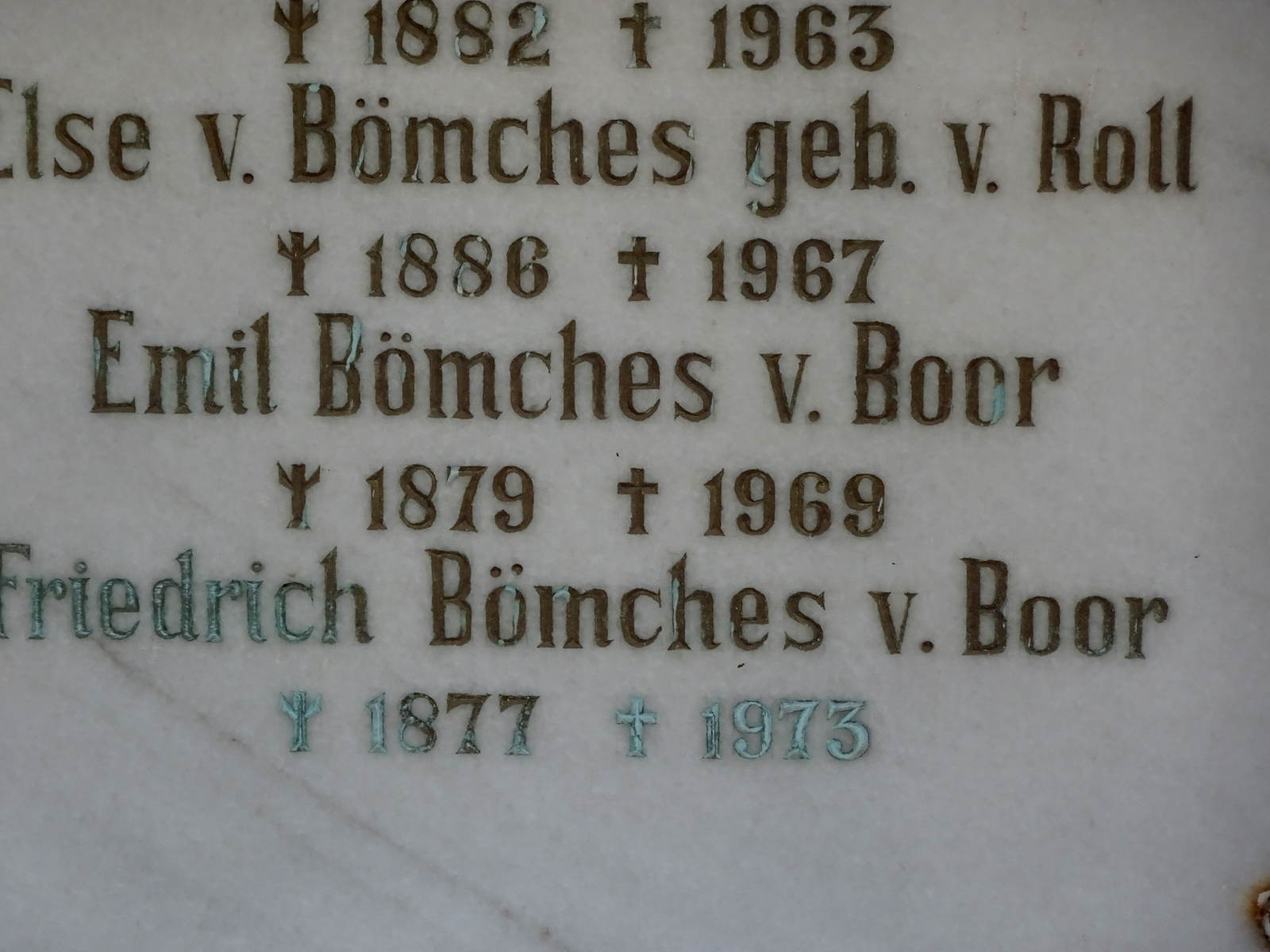
A családi kripta felirata

Nagymúltú szász polgári családból származott, a brassói szász közösség meghatározó alakja volt. 1908-as megalakulásakor támogatta a Barcasági Szász Múzeumot, gyűjteményét a múzeumnak adományozva. Tagja volt a Siebenbürgischer Karpatenverein (SKV) turistaegyletnek, 1930-ban szerepel egy fényképen, melyen egy Carl Lehmann által vezetett turistacsoport tagjaként járja a Királykőt. A brassói evangélikus temetőben nyugszik, a családi kripta feliratának tanúsága szerint 1969-ben hunyt el.

## Sportolói pályafutása
Többféle sportot gyakorolt. 1909-ben harmadik lett a Brassópojána – Postarét (Brassó) síversenyen. Sportlövőként Magyarország színeiben részt vett az 1912. évi nyári olimpiai játékokon, ahol a magyar sportlövő csapat a 10. helyet szerezte meg. Egyéniben a hadipuska 300 méteres számában az 50., a 600 méteres számban a 80. helyen végzett.

## Érdekességek
- A királykői Curmătura-menedékház az ő nevét viseli (Emil von Bömches-Hütte).[8]
- A Keresztényhavas csúcsától nyugatra eső Három leányka-tisztást (Dreimädelwiese) Bömches nevezte el harmadik lányának megszületése után.[9]